# Calycularia laxa
Calycularia laxa là một loài rêu trong họ Allisoniaceae. Loài này được Lindenb. & S.W. Arnell mô tả khoa học đầu tiên năm 1889.